# Від зорі до зорі
«Від зорі до зорі» (рос. «От зари до зари») — радянський художній фільм, знятий режисером Гавриїлом Егіазаровим, випущений на екрани у 1975 році. На IX Всесоюзному кінофестивалі, що проходив у 1976 році у місті Фрунзе, фільм був премійований за кращий сценарій, а Микола Пастухов отримав другу премію за кращу чоловічу роль.

## Сюжет
Федір Васильович Рожнов — шанована у своєму селі людина, бригадир колгоспу. Але і через багато років не відпускають його думи про фронтові роки, пам'ять про полеглих товаришів і інтерес до долі тих однополчан, хто вижив.

## У ролях
- Микола Пастухов — Федір Васильович Рожнов
- Ігор Лєдогоров — генерал Стуковський
- Любов Соколова — Пелагея Іванівна Рожнова
- Євгенія Сабельникова — Валя Рожнова, молодша дочка
- Борис Токарев — Мотя Захаров
- Жанна Прохоренко — Надя
- Борис Іванов — Савелій, співак в ресторані
- Валентина Березуцька — Макариха
- Євген Шутов — Іванович
- Валентина Ананьїна — однополчанка Рожнова
- Роман Вільдан — епізод
- Микола Сергєєв — старий
- Олександра Данилова — однополчанка

## Знімальна група
- Режисер — Гавриїл Егіазаров
- Сценаристи — Левіан Чумичов, Гавриїл Егіазаров
- Оператори — Петро Сатуновський, Валерий Шувалов
- Композитор — Валентин Левашов
- Художник — Абрам Фрейдін